# Chris Silos

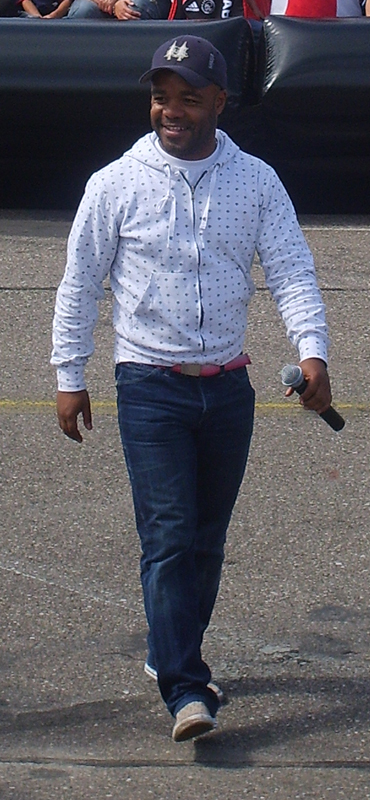
Chris Silos bij de Open Dag van Ajax in 2007.
Foto: Niels Kim

Chris Silos (Den Haag, 10 maart 1969) is een televisiemaker, script- en liedjesschrijver. Hij was verder onder meer presentator voor Nickelodeon. Silos begon zijn televisiecarrière bij het nachtelijke televisieprogramma 6pack.
Na een aantal seizoenen daar gewerkt te hebben besloot hij over te stappen naar de omroep BNN. Bij BNN ging hij onder meer op pad voor het 3FM-programma Wout!, vaak naar plaatsen die met het nieuws te maken hadden. Hij werd echter al snel ontslagen omdat hij had gelogen over zijn rijbewijs. Zijn functie werd vervolgens overgenomen door Filemon Wesselink.
Daarna werkte hij bij Nickelodeon en presenteert samen met Vivienne van den Assem de programma's AtNick en NickAt. In 2005 scoort hij samen met Van Den Assem en de meidengroep Kus een kersthit met Wat ik wil met Kerstmis...ben jij!. Het jaar daarop opnieuw met Kon het elke dag maar Kerstmis zijn. Hierop is naast Van Den Assem en Kus ook René Froger te horen. Samen met Van Den Assem nam hij in 2007 afscheid bij Nickelodeon.
Ook spreekt hij de stem in van Max in de animatiefilm Artur en de Minimoys, waar hij ook de titlesong voor heeft geschreven, gezongen en geproduceerd.